# KEKB

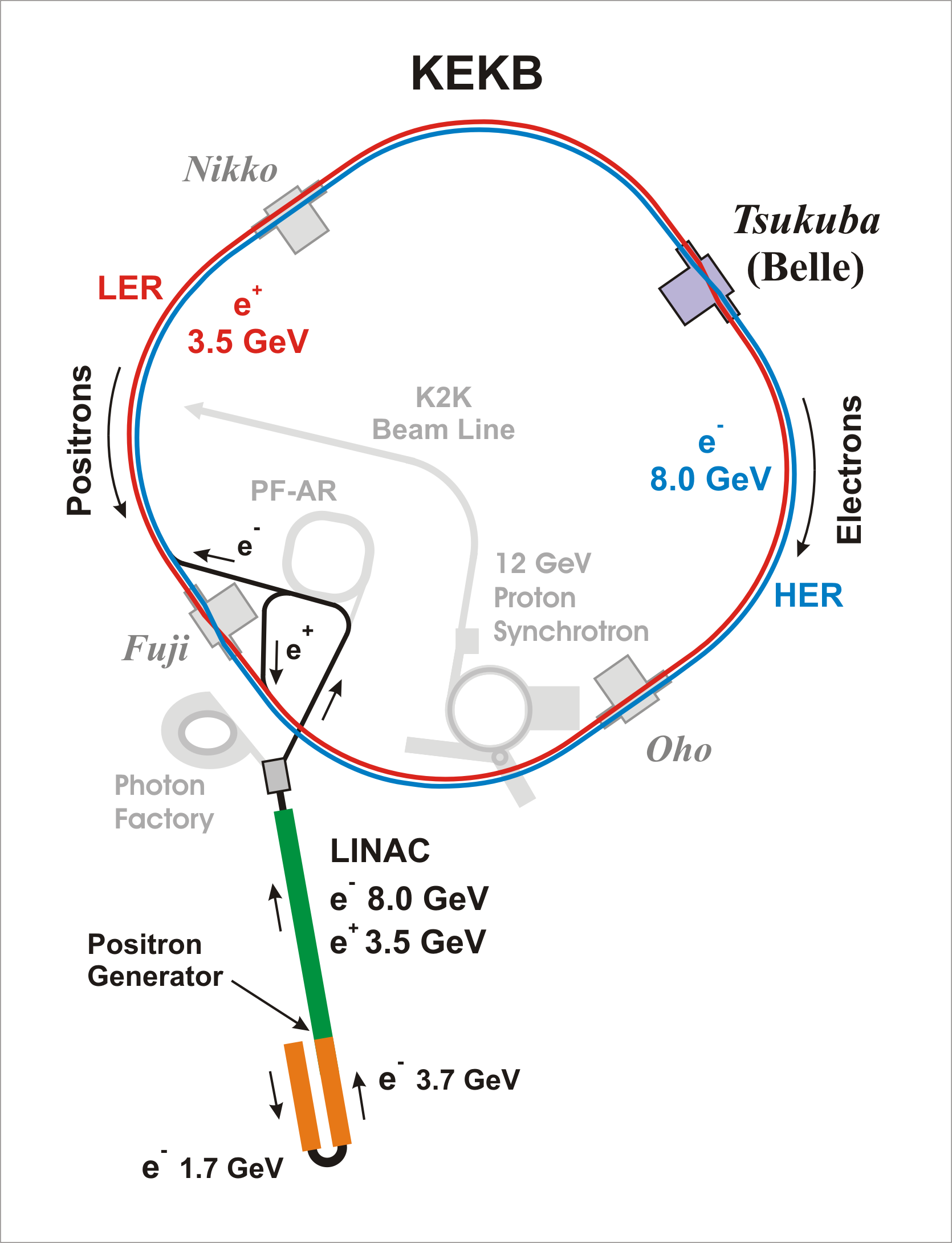
Схема ускорительного комплекса КЭКБ

KEKB (яп. ケックビー) — электрон-позитронный коллайдер, который использовался в эксперименте Belle для изучения нарушения CP-инвариантности. KEKB был расположен в KEK в Цукубе, префектура Ибараки, Япония. Был заменён более коллайдером следующего поколения SuperKEKB, расположенным на той же площадке. SuperKEKB отличается от KEKB более высокой светимостью. SuperKEKB впервые столкнул пучки в 2018 году для эксперимента Belle II, который является модернизацией эксперимента Belle (проводимого на той же площадке, что и Belle). В экспериментах Belle были изучены b-кварковые адроны для исследования нарушения CP-инвариантности. 
KEKB был назван B-фабрикой за интенсивное производство B-мезонов, в распадах которых удобно вести изучение и измерение нарушения CP-инвариантности. KEKB был асимметричным электрон-позитронным коллайдером, с электронами, имеющими энергию 8 ГэВ, и позитронами, имеющими энергию 3,5 ГэВ, что даёт энергию центра масс 10,58 ГэВ, равную массе Y(4S)-мезона. 
Ускоритель имеет два кольца для ускорения электронов и позитронов. Кольцо для электронов, имеющих энергию 8 ГэВ, называется кольцом высоких энергий (HER), а кольцо для позитронов, имеющих энергию 3,5 ГэВ, называется кольцом низких энергий (LER). HER и LER построены бок о бок в туннеле, который был ранее проложен для ускорителя TRISTAN. TRISTAN был первым ускорителем, который подтвердил поляризацию вакуума вокруг электрона и работал при энергиях центра масс от 50 до 61,4 ГэВ. На старом ускорителе TRISTAN было проведено четыре эксперимента: Venus, Topaz, AMY и Jade. В радиочастотных полостях в HER используется сверхпроводящая технология RF (SRF), в то время как в радиочастотных полостях в LER используется конструкция с нормальной проводимостью, обозначенная ARES. Длина окружности каждого кольца составляет 3016 м, имеется четыре прямые секции. В KEKB была только одна точка взаимодействия в «области Цукуба», где проводился эксперимент Belle. Другие области (называемые «Fuji», «Nikko» и «Oho») в настоящее время не используются в экспериментах. 
Поскольку энергия электронов и позитронов асимметрична, пары B-мезонов создаются со значением параметра преобразования Лоренца βγ=0,425, что позволяет измерять времена распада B-мезонов через расстояние от (известной) точки столкновения. 

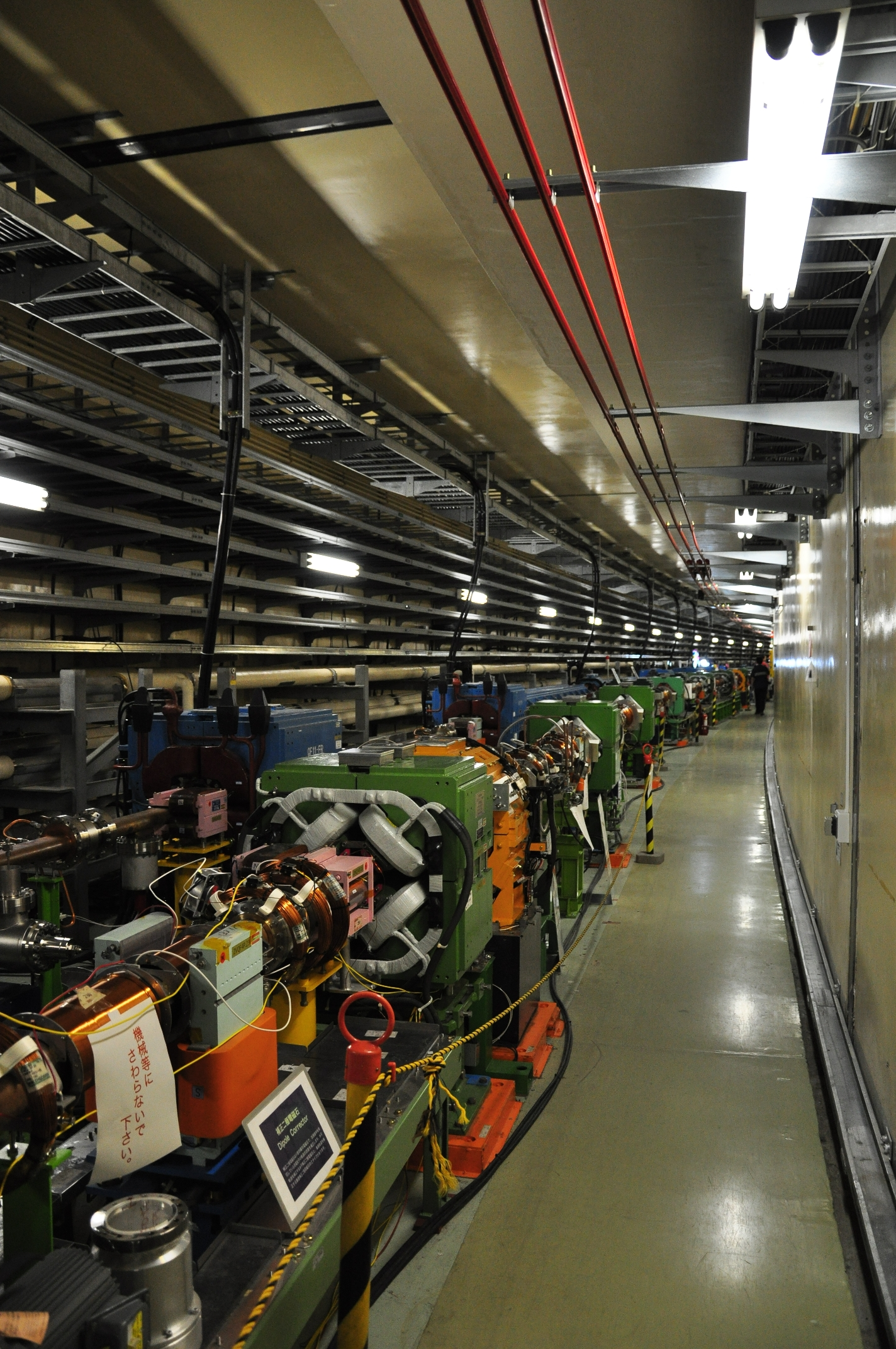
Секция ускорителя КЭКБ. Левое кольцо (синее) предназначено для электронов, а правое кольцо (зеленое) — для позитронов

Ведущий дизайн взаимодействия с конечным углом пересечения KEKB обеспечивает его высокую яркость. При последнем обновлении на KEKB были установлены крабовые резонаторы на каждом из ускоряющих пучков, чтобы вращать пучки ускоряющихся электронов или позитронов, с целью еще больше увеличить его светимость. Тем не менее, не ясно, приведёт ли это к улучшению характеристик ускорителя, поскольку аппаратура в настоящее время находится в стадии настройки. По состоянию на июнь 2009 года KEKB имел самую высокой в мире яркость, составляющую 2,11⋅1034 см-2с-1. 